# Ejido del Tejocote
Ejido del Tejocote är en ort i Mexiko, tillhörande Naucalpan de Juárez kommun i delstaten Mexiko. Ejido del Tejocote ligger i den centrala delen av landet och tillhör Mexico Citys storstadsområde. Orten hade 1 485 invånare vid folkmätningen 2010. 2020 hade befolkningen ökat till 3 371 personer.